# Szlak rowerowy doliny Wezery

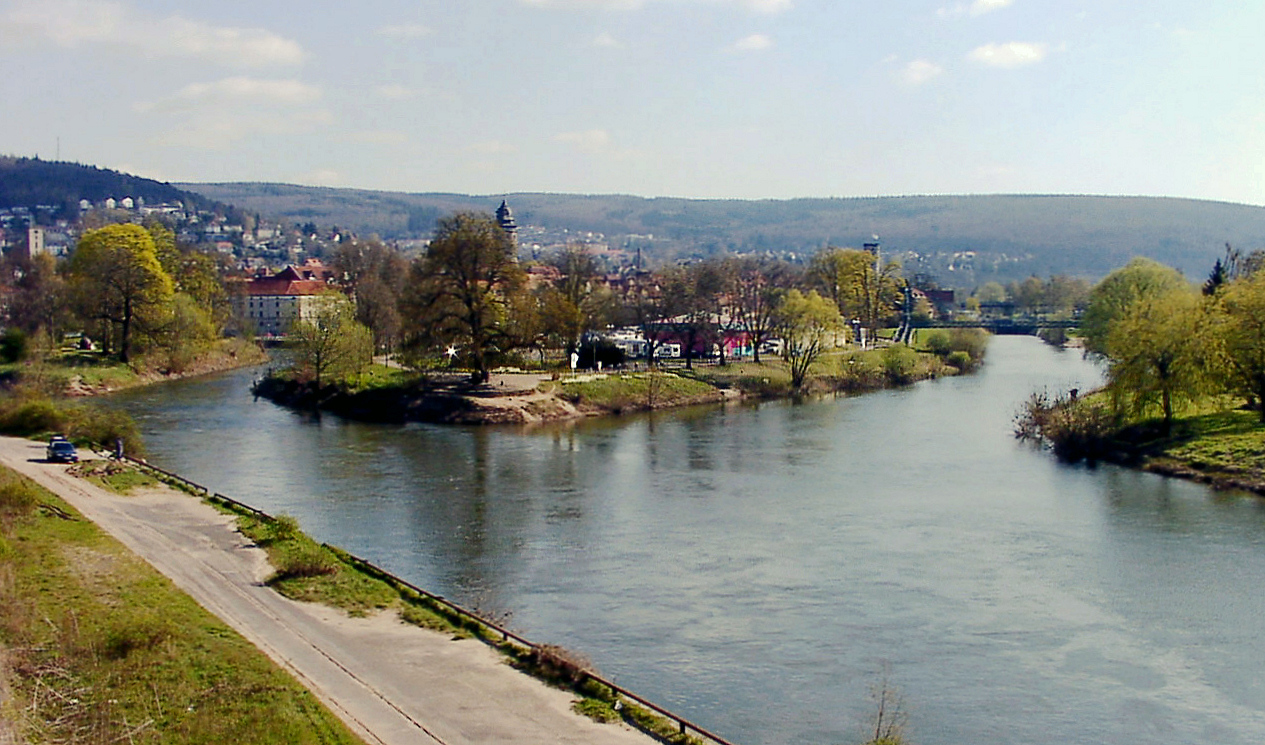
Połączenie rzek Fulda i Werra w Wezerę

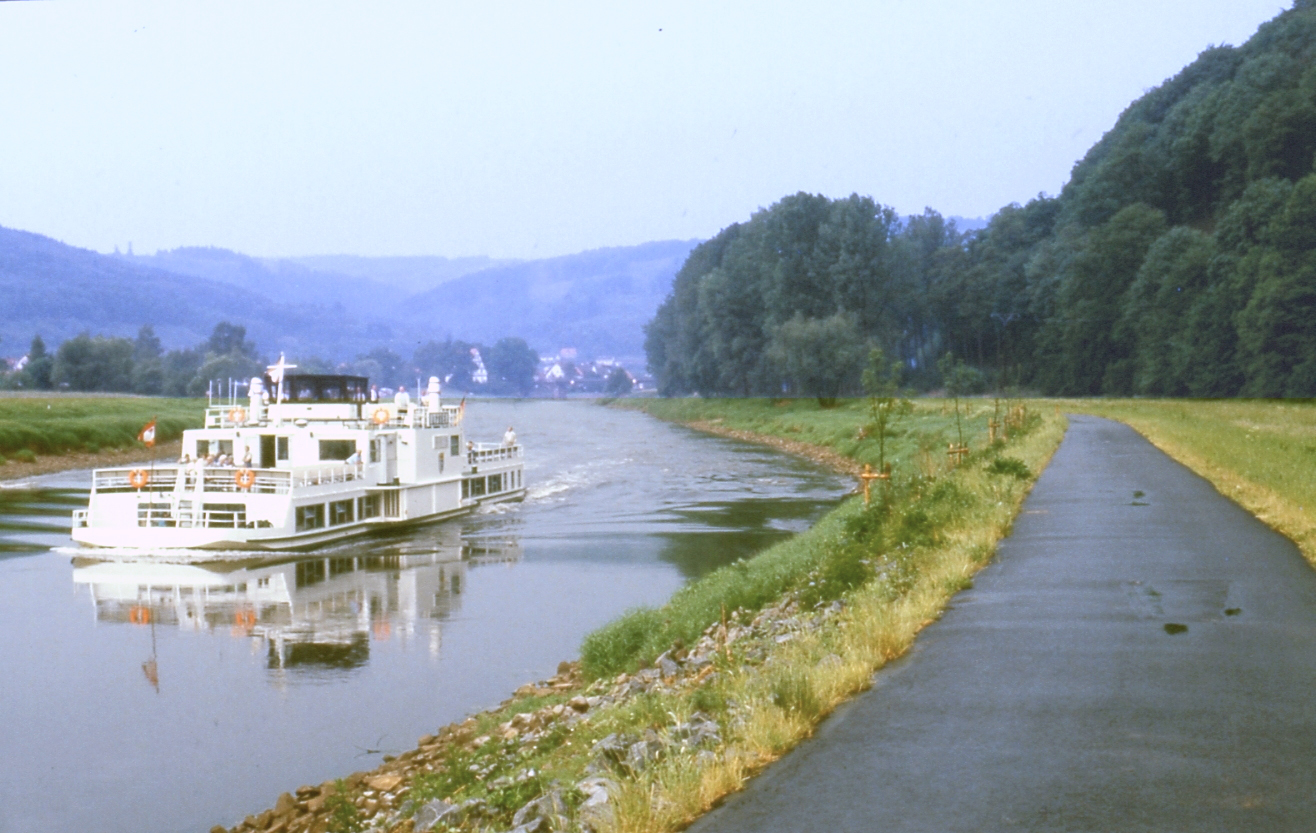
Ścieżka rowerowa Wezery między Hann. Münden - Beverungen

Szlak rowerowy doliny Wezery (niem. Weser-Radweg) – szlak rowerowy wzdłuż rzeki Wezery, zaczynający się w Hann. Münden, gdzie rzeki Werra i Fulda dają początek rzece Wezera. Całkowita długość trasy to około 500 km.

## Przebieg szlaku
- Hann. Münden - Beverungen – ok. 60 km - opuszczamy Hann. Münden w kierunku północnym w kierunku dzielnicy Hemeln, gdzie możemy się przeprawić promem do Reinhardshagen z zabytkową dzielnicą Veckerhagen. Następnie szlak prowadzi przez Gieselwerder, Bad Karlshafen do Beverungen;
- Beverungen - Hameln – ok. 80 km;
- Hameln - Minden – ok. 75 km;
- Minden - Nienburg – ok. 55 km;
- Nienburg - Brema – ok. 90 km;
- Brema - ujście Wezery do Morza Północnego w Bremerhaven – ok. 70 km.

## Połączenia z innymi szlakami rowerowymi
Szlak rowerowy doliny Wezery łączy się m.in. z następującymi innymi szlakami rowerowymi:
- w Hann. Münden:
  - z szlakiem rowerowym doliny Werry, kończącym się tu, a prowadzącym od źródeł rzeki w okolicach Eisfeld;
  - z szlakiem rowerowym doliny Fuldy, kończącym się tu, a prowadzącym od źródeł rzeki Fulda, na górze Wasserkuppe.

## Historyczne znaczenie ścieżki rowerowej Weser
Region Wezery odegrał szczególną rolę polityczną i militarną już w czasach germańsko-rzymskich, kiedy to Cheruskowie pod wodzą Arminiusza zniszczyli trzy legiony rzymskiego generała Warusa w rejonie środkowej Wezery w 9 r. n.e.. Ta porażka miała być początkiem końca rzymskiej ekspansji w Germanii, której celem było dotarcie do granicy Łaby. Kampanie odwetowe rzymskiego generała Germanika w latach 14-16 n.e. i bitwa pod Idistaviso (16 n.e.) w górach Wezery nie zmieniły tego stanu rzeczy.